# Furkan Akar
Furkan Akar (Erzurum, 2002. március 6. –) török rövidpályás gyorskorcsolyázó, olimpikon.

## Élete
Bátyja, az ugyancsak rövidpályás gyorskorcsolyázó Burak hatására kezdett el gyorskorcsolyázni, mikor levitte őt az egyik edzésére. Miután testvére – aki a 2017-es almati téli universiadén 25. lett 1500 méteren – szögre akasztotta a korcsolyát, személyi edzőként segítette. 2015-től tagja a török válogatottnak.
Szarajevóban, a 2019. évi téli európai ifjúsági olimpiai fesztiválon a fiúk 500 méteres távjának fináléjában – a magyar Bontovics Balázs előtt – ezüstérmes lett, míg 1500 méteren a dobogó harmadik fokára állhatott fel. Ugyanitt 1000 méteren a 6. helyet sikerült megszereznie.
2020-ban felvételt nyert az erzurumi Atatürk Egyetem sporttudományi karának sportedző szakára.
A 2021/22. évi rövidpályás gyorskorcsolya olimpiai kvalifikációs világkupa-sorozat utolsó, hollandiai állomásán a – kvótát érő – 17. helyen végzett, így 19 évesen ott lehetett a 2022-es pekingi téli olimpiai játékokon, és ezzel a rövidpályás gyorskorcsolya történetének első török olimpiai versenyzője lett. Az olimpia nyitónapján Ayşenur Duman sífutóval közösen vitte hazája zászlaját, majd a következő dicsőség február 7-én érte, amikor a férfiak 1000 méteres mezőnyében a pontot érő 6. helyen zárt.